# Čokre Khan
Čokre Khan ibn Akmyl, noto semplicemente come Čokre Khan (in arabo چکرہ خان ابن اکمل‎?; in tartaro: Җөгрә хан; ... – 1416), è stato un condottiero mongolo, khan dell'Orda d'Oro dal 1414 al 1416 e governatore di Čingi-Tura dal 1407 al 1413.
Fu noto anche con diversi altri nomi: Čekre, Čekri, Čogre, Čakra, Jegre, Gengis Oglan e Berkekhan.

## Biografia
Le sue origini sono tema di dibattito: secondo lo scrittore e storico Hajji Abdul Ghassar egli era un parente di Edigu, mentre diversi esperti ritengono che appartenesse alla famiglia di Uros Khan. Il viaggiatore bavarese Johann Schiltberger, che gli prestò servizio, affermò che Čokre visse per molti anni presso le corti di Miran Shah (morto nel 1408) e di suo figlio Abu Bakr (governatore di Baghdad), rispettivamente figlio e nipote di Tamerlano.
Nel 1414 il condottiero Jabbarberdi riuscì a imporsi sui kipčaki d'Occidente, ma le rivoluzioni e le lotte erano costanti tanto che un'ambasciata di notabili andò a trovare il vecchio sovrano Edigu – fondatore dell'Orda Nogai andato in esilio dai kipčaki d'Oriente ma rimasto comunque influente – per chiedere il suo ritorno. Edigu accettò e ricevette a tal proposito una forza di 600 cavalieri che attraversò la Georgia, lo Shirvan, Derbent, Astrachan' e un luogo che Schiltberger chiamò Setzulet. Quest'ultima località era presumibilmente Saraj, dove risiedevano molti cristiani che conoscevano il latino ma leggevano e cantavano preghiere in tataro. Qui l'ambasciata si riunì con Edigu, che dopo aver sconfitto Kepek Khan riconquistò il potere assoluto ma decise di lasciare il titolo di khan dell'Orda d'Oro a Čokre, suo fidato allievo. Testimonianza del regno di Čokre sono le monete coniate tra il 1414 e il 1416 presso le città di Saraj, Bolğar, Khadzhi-Tarkhan, Azov e Bek-Bazare.
La sconfitta di Kepek contribuì a rafforzare il potere di Jabbarberdi, con il quale Čokre ed Edigu si scontrarono sino al 1416 prima di cedergli la parte sud-occidentale dell'Orda. Una serie di attriti con Edigu sancì la fine del regno e della vita di Čokre: sostenuto da Vitoldo della Lituania, Jabbarberdi approfittò del momento di scompiglio e rovesciò quello stesso anno il khan.
Altre fonti affermano che Čokre fu solamente spodestato e che morì intorno al 1427 mentre cercava di reclamare il trono di Saraj da Ulugh Muhammad.